# Staurogyne sylvatica
Staurogyne sylvatica är en akantusväxtart som beskrevs av Gustav Lindau, Braz och R.Monteiro. Staurogyne sylvatica ingår i släktet Staurogyne och familjen akantusväxter. Inga underarter finns listade i Catalogue of Life.